# Lookwalk P751v
Lookwalk P751v（ルックウォーク ピー なな ごー いち ブイ）は、松下通信工業（現・パナソニック モバイルコミュニケーションズ）によって開発された、NTTドコモのPHS部門のPHS端末製品である。

## 概要
2001年10月にFOMAで販売開始されたP2101Vの筐体を流用して開発された。その事で、ACアダプターや充電台はP2101Vの物が流用可能である。反面、ヘットフォン端子はP751vでは一般的な形状に改められている。
テレビ電話機能は3GPP規格に準拠した物が採用され、FOMA等との通話も出来る。ドコモから発売されたPHS端末では、機種単体で通話出来る唯一の機種になっている。
動画配信機能のM-stage visualにも対応している。

## 歴史
- 2002年1月6日：技術基準適合証明 (TELEC)通過（JZAA1084）
- 2002年2月18日：電気通信端末機器審査協会 (JATE)通過（A02-0116JP）
- 2002年6月10日：技術基準適合証明 (TELEC)PHS接続性確認試験（CJZ13008）
- 2002年7月8日：ドコモより発売を発表
- 2002年7月17日：発売開始